# Kirche Gröbern (Niederau)

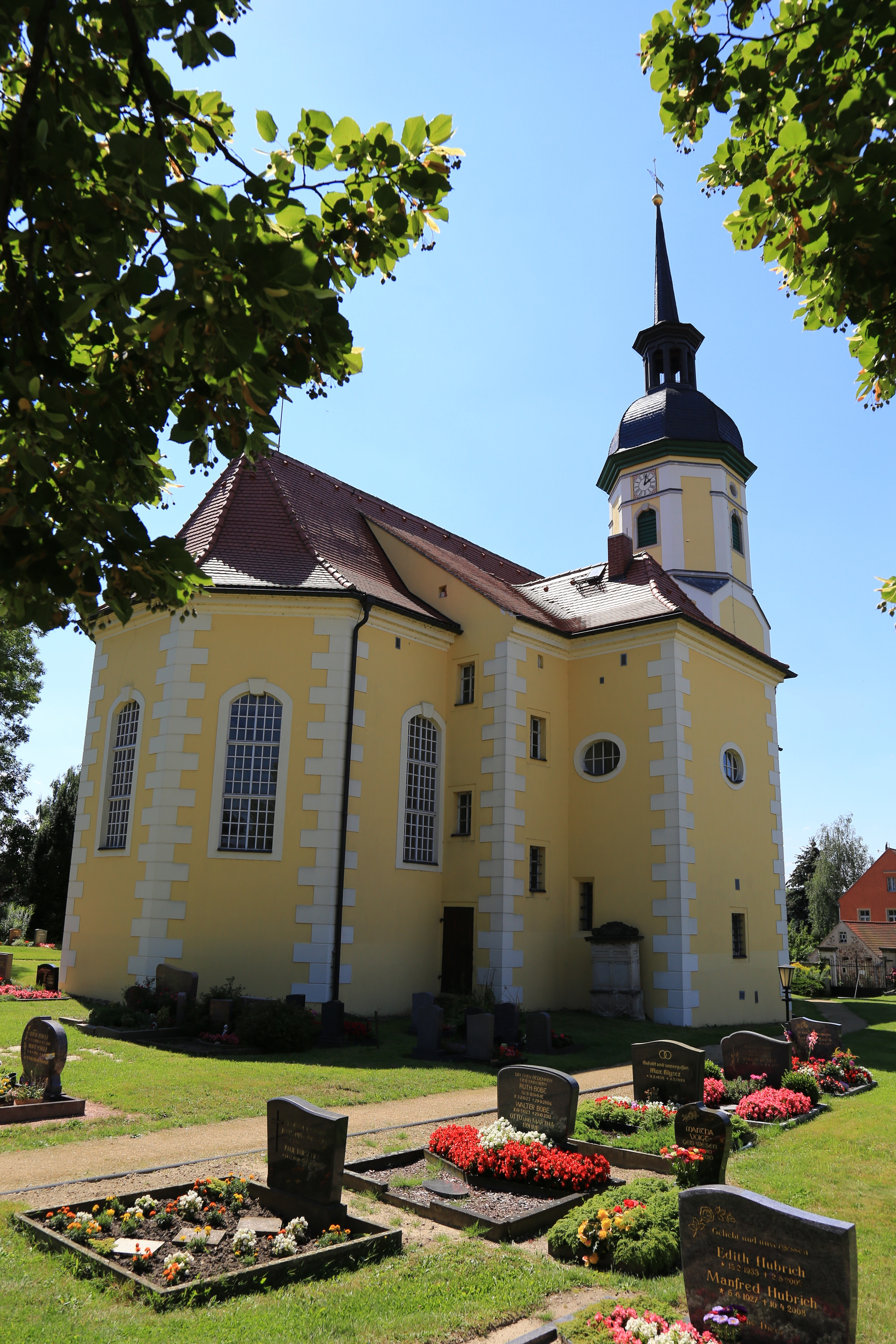
Kirche in Gröbern (Niederau)

Die evangelische Kirche Gröbern ist eine barocke Saalkirche im Ortsteil Gröbern von Niederau im Landkreis Meißen in Sachsen. Sie gehört zum Kirchspiel Coswig-Weinböhla-Niederau im Kirchenbezirk Meißen der Evangelisch-Lutherischen Landeskirche Sachsens.

## Geschichte und Architektur
Die Kirche ist eine Saalkirche mit Westturm aus den Jahren 1686–89, der Anbau am Chor stammt vermutlich vom Anfang des 16. Jahrhunderts aus einem Vorgängerbauwerk. Innenrestaurierungen wurden in den Jahren 1874, 1902, 1939 und um 1982/83 durchgeführt, eine Außenrestaurierung in den Jahren 1994/95.
Die Kirche ist ein Putzbau auf gestrecktem Rechteckgrundriss, das in einem dreiseitigen Ostschluss endet und mit einem Satteldach gedeckt ist. Zwei Sandsteinstrebepfeiler sind an der Südseite, einer an der Nordseite angeordnet und wurden vermutlich nachträglich angebracht; zweireihige Stichbogenfenster mit Sandsteinfassung erhellen das Bauwerk. Der Choranbau ist mit einer Wendeltreppe versehen; der Turmunterbau ist rechteckig mit dem Hauptportal an der Westseite, das Glockengeschoss ist achteckig mit glockenförmiger Haube, Laterne und dünner Spitze, die Wetterfahne ist auf 1687 datiert.
Der Saal und der Chor sind einheitlich mit korbbogigen Kreuzgewölben geschlossen, das Westjoch ist schmaler ausgebildet, das Chorjoch breiter als die beiden mittleren; die runden Schildbögen enden in Pfeilervorlagen, die durch Zurücksetzen der Wand entstehen. Einfache Holzemporen sind an drei Seiten angeordnet. Der leicht erhöhte Chor ist halbrund geschlossen. Die Sakristei im Anbau ist mit Tonnengewölbe geschlossen, die darüber zum Chor im Korbbogen geöffnete Herrschaftsloge mit einem Kreuzgratgewölbe.

## Ausstattung
Das Hauptstück der Ausstattung ist ein Altar mit spätgotischer Mensa aus Sandstein, die vermutlich vom Altar des Vorgängerbauwerks stammt; das Altarbild zeigt eine Darstellung des Gekreuzigten aus dem 17. Jahrhundert und ist zwischen zwei marmorierten korinthischen Säulen angeordnet, die von durchbrochenen Rankengehängen begleitet sind und auf dem Gebälk Urnenaufsätze tragen; der Aufbau ist ein Teil des Altars der Zeit um 1689, der 1874 zum Kanzelaltar umgebaut und 1939 erneut verändert wurde; der achteckige Kanzelkorb zeigt gemalte Evangelistendarstellungen und bildet heute den Ambo. Die achteckige Sandsteintaufe ist ein Werk vom Ende des 17. Jahrhunderts.
Die Orgel mit weiß-gold-gefasstem Prospekt ist ein Werk von Johann Gotthilf Bärmig. Sie verfügt über 21 Register auf zwei Manualen und Pedal.
An den Chorwänden sind zwei barocke Grabdenkmäler erhalten: des Konsistorialrats Adam Christoph Jacobi († 1689) mit einer Schriftplatte aus Bronze mit Tuchgehängen und Wappen und Krone und des Pfarrers Christoph Heinrich Petzsch († 1718) aus Sandstein mit geschwungener Schriftplatte aus Bronze mit Tuchgehängen, der Aufbau mit trauernden Engeln, Kelch und bekrönender Urne.
Ein klassizistisches Bildnis zeigt den predigenden Pastor Christian Friedrich Höhle († 1813), ein weiteres den Pastor Christian Balthasar Hornburg († 1775) mit Perücke, im reichen Rokokorahmen.